# Grotte de Fontéchevade
La grotte de Fontéchevade est une grotte préhistorique située sur la commune de Montbron, 27 km à l'est d'Angoulême, en Charente, à 5 km de la Dordogne et 11 km de la Haute-Vienne.
Elle a été occupée au Tayacien (Paléolithique inférieur), au Moustérien (Paléolithique moyen) et à l'Aurignacien (Paléolithique supérieur).

## Géographie
La grotte se trouve à 2 km au nord-ouest de la ville de Montbron, à la limite de la commune d'Orgedeuil, au pied du hameau de Fontéchevade, dans un petit vallon orienté vers le sud-ouest où coule un ruisseau, le Fontéchevade, affluent de rive droite de la Tardoire.
Elle est proche de la grotte de Montgaudier (1,5 km au sud-ouest à vol d'oiseau) et de la grotte du Placard (4,8 km à l'ouest).

## Histoire
La grotte de Fontéchevade a été fouillée à partir de 1870 par Paire, Fermond puis Durousseau-Dugontier de 1902 à 1910, Vallade en 1913-1914, Saint-Perrier en 1921, et David qui en 1933 effectue des sondages en niveau aurignacien. La grotte de Fontéchevade a été classée Monument historique le 6 septembre 1933.
Germaine Henri-Martin reprend les fouilles de 1937 à 1955. En 1947 est mise au jour une calotte crânienne humaine attribuée à un pré-néandertalien, qui serait le plus ancien ossement humain de Charente.

## Topographie
La grotte de Fontéchevade est un tunnel large de 6 m d'environ 30 m de long avec un parcours en U.

## Stratigraphie
Germaine Henri-Martin note en 1957 six couches de A à E et une couche d'argile sur le sol de la grotte, avec couche B de l'Aurignacien, couche C du Moustérien et couche E du Tayacien. Cette occupation tayacienne a été située dans l'interglaciaire Riss-Würm, il y a environ 150 000 ans.
Les fouilles récentes donnent une stratigraphie de huit couches.

## Présence humaine
Germaine Henri-Martin a mis au jour en 1947 des fragments de frontal et de pariétal et une partie de calotte crânienne comportant le frontal et une partie des pariétaux droit et gauche, d'un humain âgé car les sutures sont soudées, attribués à un pré-néandertalien.

À l'époque de la découverte les seuls autres fossiles de datation certaine connus en France pour ce même faciès culturel proviennent de la grotte de l'Hyène au site d'Arcy-sur-Cure dans l'Yonne.
D'autres restes humains ont été découverts : un 5e métatarsien gauche en 1948 attribué au Moustérien ; puis quatre dents et une phalange, soit de l'Aurignacien soit plus récents.
Des restes d'Homo sapiens ont été découverts, un pariétal d'homme jeune par Durousseau—Dugontier, une partie de mandibule d'enfant et un fragment de radius, tous de l'Aurignacien.

## Faune ancienne
La faune est constituée d'équidés, de gros bovidés, bœuf et bison, de cervidés, de rongeurs, de sangliers, de renards, d'ours et de hyènes.
La couche profonde datée du Tayacien a livré des vestiges d'une tortue terrestre, de rhinocéros de Merck (Dicerorhinus mercki) et de daim de Clacton (Dama clactoniana). La microfaune comprend le lemming des steppes (Lagurus lagurus). Cette présence est un argument pour une datation anté-Würmienne de la couche tayacienne.

## Outils et objets
La grotte a fonctionné comme lieu d'habitat dès le Paléolithique moyen.

### Tayacien
Contemporain de l'Acheuléen mais dépourvu de bifaces, le Tayacien de Fontéchévade comprend des racloirs, des denticulés et des chopping-tools ou grattoirs massifs.

### Moustérien
Le Moustérien est représenté par une industrie lithique à pointes et à bifaces.

### Aurignacien
L'Aurignacien est représenté par des grattoirs, des burins et des lamelles ainsi que des sagaies à base fendue en os.

### Périgordien
De nombreux burins des pointes de la Gravette et un fragment de pointe de Font-Robert signent une présence humaine au Périgordien.